# Горшева гора
Горшева гора — вища точка Вітебської височини. Знаходиться за 15 км на північ від смт Ліозно, біля села Горшево Ліозненського району Вітебської області.
Висота гори 296 м. Складена з червоно-бурої валунної морени, перекритою малопотужними лісовидними суглинками. Форма плоско-опукла, витягнута з північного-сходу на південний захід. Північні і східні схили пологі (до 5 °), західні та південні круті (до 20 °). Південно-західні схили еродовані. Більша частина гори зайнята під ріллю.